# Misère tricolore
Tradescantia spathacea 'Tricolor'
Pour les articles homonymes, voir misère (homonymie).
Cultivar
Classification phylogénétique
La Misère tricolore, Tradescantia spathacea 'Tricolor', est un cultivar horticole de l'espèce Tradescantia spathacea, de la famille des Commelinaceae.
Elle porte son nom générique en l'honneur de John Tradescant l'Ancien, jardinier à la cour du roi Charles Ier d'Angleterre.

## Caractéristiques
- Origine : Afrique du Sud
- Plante verte/violette vivace, peu exigeante, facile à cultiver en pot ou en suspension, de préférence dehors ou en véranda.
- Longues feuilles étroites de chaque côté de la tige
- Fleurs de forme triangulaire, composées de trois pétales, en petites grappes. De mai à fin septembre, mais chaque fleur ne vit qu'une journée.
- Hauteur : 50 à 70 cm
- Au soleil le violet de ses feuilles est plus intense